# Castelo do Alandroal
O Castelo do Alandroal ergue-se na vila do Alandroal, na União de freguesias de Alandroal, São Brás dos Matos e Juromenha, distrito de Évora, na região do Alentejo, em Portugal.
O Castelo do Alandroal está classificado desde 1910 como Monumento Nacional.

## História

### Antecedentes
Não existem informações acerca da primitiva ocupação humana de seu sítio.

### O castelo medieval
Erguido sob o reinado de D. Dinis (1279-1325), de acordo com a inscrição epigráfica sobre uma das portas, a sua primeira pedra foi lançada em 6 de Fevereiro de 1294 por D. Lourenço Afonso, Mestre da Ordem de Avis. Uma segunda inscrição, no alçado Oeste da Torre de Menagem (hoje integrado na Sala do Tesouro da Igreja Matriz), informa a conclusão de sua edificação, em 24 de Fevereiro de 1298, sendo Mestre da Ordem, o mesmo D. Lourenço Afonso. Uma terceira inscrição, no torreão à direita do portão principal, datada críticamente entre 1294 e 1298, refere o nome do seu construtor, que se identificou apenas como "Eu, Mouro Galvo".
O Alandroal foi elevado à condição de vila por Carta de Foral de 1486, outorgada por D. João II (1481-1495). Nessa qualidade, no reinado de seu sobrinho e sucessor, D. Manuel I (1495-1521), a vila e seu castelo encontram-se figurados por Duarte de Armas (Livro das Fortalezas, c. 1509).

### Do século XVII aos nossos dias
Em 1606, a maior parte das construções no interior da cerca encontravam-se arruinadas. No século XVIII, o conjunto perdeu a sua barbacã, demolida para dar lugar, no interior dos muros, às edificações dos novos Paços do Concelho e da Cadeia da Comarca.
Considerado como Monumento Nacional por Decreto de 16 de Junho de 1910, apenas na década de 1940 se procederam a obras de consolidação e restauro, principalmente a reconstrução de alguns troços de muralhas e a desobstrução da estrutura de numerosas casas que, ao longo dos séculos, se haviam adossado às muralhas.

## Características
Em estilo gótico, o castelo apresenta planta oval (na qual se inscreve um pequeno bairro intra-muros), reforçada por três torres de planta quadrangular, nos ângulos, e uma sólida Torre de Menagem adossada à cerca. O portão principal (Porta Legal) é ladeado por duas torres quadrangulares, ligeiramente avançadas (para permitir o tiro vertical sobre a entrada), ligados por uma cortina e encimadas por ameias de remate piramidal.
A Torre de Menagem, de planta quadrangular, divide-se internamente em três pavimentos. O acesso ao seu interior encontra-se, atualmente, entaipado. A esta torre, adossou-se, ainda no século XIII, a Igreja de Nossa Senhora da Graça, que alterada posteriormente, hoje apresenta traços renascentistas, patentes particularmente na abóbada artesoada. Em 1744, o terraço da Igreja foi aproveitado para edificar a Torre do Relógio.
Ao castelo, em posição dominante, associava-se a cerca da vila, de urbanismo muito simples, com uma única via (rua do Castelo) no sentido leste-oeste, flanqueada por duas portas. A principal, denominada Porta Legal, a leste, através da qual se acede ao adro da igreja, é constituída por um arco gótico com corredor, flanqueada por dois torreões quadrangulares ligados por cortina e encimados por ameias de remate piramidal. Parte daqui a única rua que atravessa a vila e que termina na chamada Porta do Arrabalde, a oeste, com seteiras em mármore e também flanqueada por uma torre, onde no seu pé-direito, no exterior, foi gravada a “vara”, medida padrão à época, para a aferição das medidas utilizadas no comércio local.
Os estudiosos apontam ainda, como marcas identificativas da formação cultural islâmica de seu construtor, além da epigrafia anteriormente citada, uma janela em forma de ferradura numa das torres e semelhanças entre o sistema de torres deste castelo e as muralhas almóadas de Sevilha.